# Edgar Mejía
Edgar Eduardo Mejía Viruete (nacido el 27 de julio de 1988 en Guadalajara, Jalisco) es un exfutbolista mexicano que jugaba en la posición de mediocampista, actualmente se encuentra sin equipo después de dirigir a Chivas Femenil en 2021.
Edgar "El Chore" Mejía es un jugador que debuta con Chivas el 11 de noviembre de 2006 en un partido contra Deportivo Toluca, correspondiente a la fecha 17 del torneo, cabe destacar que jugó los 90 minutos.
Fue parte del equipo que resultó Campeón en el Apertura 2006 al derrotar al Deportivo Toluca.
También participó con la Selección de fútbol de México en sus divisiones inferiores, con la Selección Nacional Sub-20, y también fue parte de la Selección Sub-17 que fue Campeón en la Copa Mundial de Fútbol Sub-17 de 2005, pero debido a una lesión sufrida no vio actividad en ninguno de los partidos.

## Clubes
| Club                       | País           | Año         |
| -------------------------- | -------------- | ----------- |
| Club Deportivo Guadalajara | México         | 2006 - 2012 |
| Club León                  | México         | 2012        |
| Chivas USA                 | Estados Unidos | 2013        |
| Club Puebla                | México         | 2014        |
| Atlético San Luis          | México         | 2015        |
| Fútbol Club Juárez         | México         | 2015 - 2017 |
| Murciélagos Fútbol Club    | México         | 2017 - 2018 |

## Palmarés

### Campeonatos nacionales
| Título          | Club               | País   | Año  |
| --------------- | ------------------ | ------ | ---- |
| Torneo Apertura | Guadalajara        | México | 2006 |
| InterLiga       | Guadalajara        | México | 2009 |
| Torneo Apertura | Fútbol Club Juárez | México | 2015 |